# El modelo de Pickman
El modelo de Pickman (Pickman's Model en inglés) es un relato corto escrito en 1926 por H. P. Lovecraft. 

## Argumento
Pickman es un pintor cuyos cuadros se basan en una terrorífica temática plagada de monstruos realizando actos terribles, aunque no es esto lo más impresionante, sino el realismo que las obras transmiten. En un principio lo único inquietante para el personaje principal (Thurber), es el hecho de no entender de dónde saca su compañero tan "magnífica" inspiración. Al final del relato, se da a entender que el origen de esta inspiración se debe a que Pickman cuenta con modelos muy cercanos.
Uno de los últimos cuadros que se logran ver antes de terminar la historia, es precisamente una inquietante imagen de seres horribles, al parecer acompañados del mismísimo Pickman, quien, de ese modo, podría no ser un ser humano común.

## Influencias
- Uno de los capítulos de El gabinete de curiosidades de Guillermo del Toro lleva el mismo nombre y está inspirado en dicho relato.[2]
- Caitlín R. Kiernan es autora de El otro modelo de Pickman.
- W. H. Pugmire es autor de Los habitantes de Wraithwood también inspirada en Pickman.
- Brian Stableford es autor de La verdad sobre Pickman.